# Видгрен, Деннис
Тронд Деннис Видгрен (швед. Trond Dennis Widgren; род. 28 марта 1994, Эстерсунд) — шведский футболист, защитник клуба «Хаммарбю».

## Клубная карьера
Начал заниматься футболом в «ИФК Эстерсунд». В 14 лет перешёл в другой клуб из родного города — «Эстерсунд». В 2010 году дебютировал за основную команду клуба в матче третьего раунда кубка страны с «Хеккеном». За несколько сезонов Видгрен вместе с клубом прошёл путь от второго дивизиона до Алльсвенскана. 4 апреля 2016 года он дебютировал в чемпионате Швеции в гостевой встрече с «Хаммарбю», появившись на поле с первых минут. Весной 2017 года «Эстерсунд» дошёл до финала национального кубка. В финальной встрече с «Норрчёпингом» Деннис отыграл все 90 минут, а его команда разгромила соперника со счётом 4:1 и завоевала трофей.
2 января 2019 года Видгрен перешёл в столичный «Хаммарбю», подписав с клубом контракт, рассчитанный на три с половиной года. Первую игру в составе нового клуба провёл 18 февраля 2019 против «Варберга» в рамках кубка. В мае 2021 года «Хаммарбю» в финале в серии пенальти обыграл «Хеккен» и стал обладателем Кубка Швеции. Видгрен участия в решающем поединке не принимал, сыграл один матч на ранней стадии турнира.
13 июля 2021 года на правах аренды до конца сезона отправился в «Сириус». Впервые в чёрно-синей футболке появился на поле 19 июля в игре с «Юргорденом», выйдя на игру в стартовом составе и на 79-й минуте уступив место Юхану Карлссону. За время, проведённое в аренде, принял участие в 18 встречах, но результативными действиями не отметился.

## Карьера в сборной
13 марта 2011 года дебютировал в юношеской сборной Швеции в товарищеском матче с Словакией, появившись на поле в стартовом составе.

## Достижения
Эстерсунд:
- Серебряный призёр Суперэттана: 2015
- Обладатель Кубка Швеции: 2016/17

Хаммарбю:
- Обладатель Кубка Швеции: 2020/21

## Клубная статистика
| Выступление      | Выступление      | Выступление      | Лига | Лига | Кубки | Кубки | Конт. кубки | Конт. кубки | Итого | Итого |
| Клуб             | Лига             | Сезон            | Игры | Голы | Игры  | Голы  | Игры        | Голы        | Игры  | Голы  |
| ---------------- | ---------------- | ---------------- | ---- | ---- | ----- | ----- | ----------- | ----------- | ----- | ----- |
| Эстерсунд        | Дивизион 1       | 2010             | 0    | 0    | 1     | 0     | 0           | 0           | 1     | 0     |
| Эстерсунд        | Дивизион 2       | 2011             | 20   | 2    | 1     | 0     | 0           | 0           | 21    | 2     |
| Эстерсунд        | Дивизион 1       | 2012             | 14   | 0    | 2     | 0     | 0           | 0           | 16    | 0     |
| Эстерсунд        | Суперэттан       | 2013             | 11   | 0    | 1     | 0     | 0           | 0           | 12    | 0     |
| Эстерсунд        | Суперэттан       | 2014             | 21   | 0    | 3     | 0     | 0           | 0           | 24    | 0     |
| Эстерсунд        | Суперэттан       | 2015             | 24   | 0    | 1     | 1     | 0           | 0           | 25    | 1     |
| Эстерсунд        | Алльсвенскан     | 2016             | 30   | 0    | 2     | 0     | 0           | 0           | 32    | 0     |
| Эстерсунд        | Алльсвенскан     | 2017             | 27   | 0    | 7     | 0     | 11          | 0           | 45    | 0     |
| Эстерсунд        | Алльсвенскан     | 2018             | 22   | 2    | 4     | 0     | 2           | 0           | 28    | 2     |
| Эстерсунд        | Итого            | Итого            | 169  | 4    | 22    | 1     | 13          | 0           | 204   | 5     |
| Хаммарбю         | Алльсвенскан     | 2019             | 25   | 0    | 2     | 0     | 0           | 0           | 27    | 0     |
| Хаммарбю         | Алльсвенскан     | 2020             | 18   | 0    | 5     | 1     | 0           | 0           | 23    | 1     |
| Хаммарбю         | Алльсвенскан     | 2021             | 2    | 0    | 0     | 0     | 0           | 0           | 2     | 0     |
| Хаммарбю         | Алльсвенскан     | 2022             | 4    | 0    | 0     | 0     | 0           | 0           | 4     | 0     |
| Хаммарбю         | Итого            | Итого            | 49   | 0    | 7     | 1     | 0           | 0           | 56    | 1     |
| → Сириус         | Алльсвенскан     | 2021             | 18   | 0    | 0     | 0     | 0           | 0           | 18    | 0     |
| → Сириус         | Итого            | Итого            | 18   | 0    | 0     | 0     | 0           | 0           | 18    | 0     |
| Всего за карьеру | Всего за карьеру | Всего за карьеру | 236  | 4    | 29    | 2     | 13          | 0           | 278   | 6     |